# Prostoia completa
Prostoia completa is een steenvlieg uit de familie beeksteenvliegen (Nemouridae). De wetenschappelijke naam van de soort is voor het eerst geldig gepubliceerd in 1852 door Walker.
De soort komt voor in Noord-Amerika.